# Duszpasterstwo Akademickie „Sandał”
Duszpasterstwo Akademickie „Sandał” – duszpasterstwo akademickie działające przy kościele Najświętszego Zbawiciela przy placu Zbawiciela w Warszawie.

## Historia
Początki duszpasterstwa studentów przy kościele Zbawiciela w Warszawie sięgają 1957 roku, kiedy zaczęto w nim odprawiać specjalne msze dedykowane studentom i młodzieży pozaszkolnej. Miejscowy duszpasterz, ks. Bronisław Kulesza zainicjował „Godziny Akademickie” – formę spotkań dla studentów mieszkających w pobliskich domach studenckich Politechniki Warszawskiej: DS „Mikrus” i DS „Riviera”. Pierwszą grupę studencką utworzono w 1963 roku. Prowadził ją ks. Zbigniew Piasecki. Spotkania, które miały głównie charakter wykładowy, cieszyły się zainteresowaniem i w ciągu dwóch lat powstały dwie kolejne grupy prowadzone m.in. przez ks. Tadeusza Dajczera.
W 1968 roku utworzono „Ośrodek Duszpasterstwa Akademickiego przy parafii Najświętszego Zbawiciela w Warszawie”, którym miał kierować ks. Józef Rudzki. Za jego czasów duszpasterstwo przeżywało intensywny rozwój. W spotkania było zaangażowanych ponad 600 osób, przede wszystkim studentów Politechniki Warszawskiej. Główną formą pracy były wykłady o tematyce teologicznej, moralnej i światopoglądowej prowadzone m.in. przez prof. Mieczysława Gogacza i ks. prof. Jacka Salija OP. Duszpasterstwo organizowało także rekolekcje wielkopostne i adwentowe prowadzone przez zaproszonych gości m.in. ks. prof. Janusza Pasierba, ks. prof. Włodzimierza Sedlaka, o. Karola Meissnera OSB.
Po pacyfikacji strajku studentów Wyższej Oficerskiej Szkoły Pożarniczej w 1981, protestujący przenieśli się na Politechnikę Warszawską. Podczas strajku duszpasterstwo akademickie aktywnie zaangażowało się w protest organizując msze i wykłady o tematyce religijnej na terenie Gmachu Głównego Politechniki Warszawskiej i niektórych wydziałów. W mszy na zakończenie protestu brało udział ponad 2000 osób.
Za czasów ks. Tadeusza Jarząba zmieniono nazwę ośrodka na Duszpasterstwo Akademickie „Zbawiciel”. W 2015 roku ks. Piotr Rymuza reaktywował podupadłą w poprzedniej dekadzie wspólnotę, zmieniając jednocześnie jej nazwę na Duszpasterstwo Akademickie „Sandał”.
Obecnie duszpasterstwo skupia studentów różnych uczelni warszawskich. Oprócz spotkań formacyjnych, w ramach duszpasterstwa działa klub turystyczny, sportowy, kulturalny oraz inne grupy tematyczne. Organizowane są rekolekcje dedykowane wyłącznie studentom i ludziom młodym. Wśród zaproszonych rekolekcjonistów był m.in. o. Adam Szustak – prowadzone przez niego rekolekcje zgromadziły w kościele ponad 3000 osób.

## Duszpasterze akademiccy
ks. Bronisław Kulesza (1957–1960), ks. Florian Klewiado (1960–1968), ks. Józef Rudzki (1968–1983), ks. Tadeusz Jarząb (1983–1997), ks. Tadeusz Aleksandrowicz (1997–2002), ks. Krzysztof Woźniak (2002–2006), ks. Adam Mazur (2006–2007), ks. Krzysztof Bańkowski (2007–2008), ks. Marcin Galej (2008–2010), ks. Szymon Petryka (2010–2011), ks. Jarosław Kotula (2011–2016), ks. Piotr Rymuza (2014–2022), ks. Maciej Kulesza (2021–2023), ks. Marek Nowakowski (2022–), ks. Grzegorz Pakowski (2023–).